# Parc des Bastions
Le parc des Bastions est un espace public situé au centre de Genève. 

## Histoire
Situé au pied de la cité, sous la promenade de la Treille, le parc occupe l'emplacement compris entre les fortifications du XVIe siècle et celles du XVIIe siècle. Encadré à l'origine par les bastions Bourgeois et Yvoi, on y accède du côté de la porte de Neuve. 
Le parc des Bastions, d'abord appelé « Belle promenade », est aménagé à partir de 1720 pour fournir aux habitants une promenade à l'intérieur des remparts de la ville lors de la fermeture de la ville et de la restriction des déplacements destinés à protéger Genève de la contagion à l'époque de la peste de Marseille.  
D'abord en partie occupée par des potagers, puis organisée selon un plan qui la met dans l'axe de la Maison de Ville, cette promenade est cependant peu à peu délaissée au cours du XVIIIe siècle, faute d'entretien. Pendant la période où Genève est rattachée à la France entre 1798 et 1813, le parc prend le nom de « Lycée de la patrie » et abrite les écuries des troupes de la garnison française. Il est le lieu des fêtes commémoratives à la mémoire de Jean-Jacques Rousseau, mais aussi d'exécutions.    
En 1816-1817, pendant la période de disette provoquée notamment par les modifications climatiques liées à l'éruption du volcan Tambora, le parc est défriché et planté de pommes de terre.   
En 1817, Augustin Pyrame de Candolle crée le jardin botanique de Genève dans la partie centrale de la promenade. Une orangerie et des serres sont aménagées en 1818 sur les plans du général Guillaume-Henri Dufour. En 1824, un conservatoire botanique complète l'ensemble. Le monument à Rousseau est démantelé pour faire place à ces bâtiments, mais est remplacé par un buste devant l'orangerie parmi ceux d'autres botanistes genevois. Un petit jardin botanique avait déjà été créé en 1793 à deux pas de là, sur le bastion Saint-Léger, par la Société de physique et d'histoire naturelle de Genève.
En 1904, le jardin botanique déménage sur l'autre rive du Rhône et les bâtiments du premier jardin botanique sont démolis en 1910.
Le Monument international de la Réformation ou mur des Réformateurs est inauguré le 7 juillet 1917.
En 1817, le Palais Eynard est construit en bordure du parc par un architecte florentin pour un banquier suisse. Il accueille aujourd'hui le siège du Conseil administratif de Genève.
Entre 1868 et 1872 sont construits dans le parc des Bastions trois bâtiments destinés à accueillir l'Université de Genève. Ces bâtiments, les plus anciens de l'Université, abritent aujourd'hui la Faculté des Lettres ainsi que la Bibliothèque de Genève.
Les arbres sont en partie renouvelés. Un « chemin dendrologique » étiqueté est inauguré en septembre 1981.

En janvier-mai 2017, se déroulent les travaux d'un montant de 1 403 000 francs visant le réaménagement de l'allée centrale du parc : suppression de l'enrobé bitumineux en faveur des arbres et pose d'une surface argilo-calcaire semi-perméable, restauration des collecteurs et des caniveaux en pavés, installation de nouveaux réseaux d'eau et d'électricité.

## Loisirs
Lieu fréquenté de par la présence du bâtiment le plus ancien de l'université (édifié en 1873), le parc est également un lieu de distraction où est organisée la Fête de la musique et les promotions des écoles enfantines durant le mois de juin et la fête nationale du 1er août y est célébrée autour d'un feu de joie. C'est enfin le lieu de départ et d'arrivée de la course de l'Escalade et un espace pour des expositions occasionnelles de photographies.
Toute l'année on y vient aussi pour jouer aux échecs car des échiquiers et un jeu du moulin géants sont à disposition des passants. Ainsi que deux tables de ping-pong et une balançoire de cordes à nœuds.
Le kiosque à musique :
- 1882 : Inauguration officielle du "Kiosque pour concerts et pavillon d’été, avec salle de rafraîchissements"
- 1897 : L’exécutif genevois envisage la transformation en serre, ou en orangerie.
- Début 1900 : Activité en tant que cinématographe.
- 1924 : Travaux de rénovation et fin du cinématographe.
- 1978 : Étude de réfection du kiosque à musique.
- 1983 : Projet définitif.
- 1985 : Rénovation du kiosque.
- 2008 : Transformation de la buvette en restaurant et possibilité de fermeture du kiosque par une verrière amovible.

Ce bâtiment ayant toujours proposé de se restaurer depuis sa construction et son kiosque à musique, (devanture), n'ayant jamais cessé de recevoir occasionnellement des musiciens.

## Citation
- « La fin de ce dimanche avait attiré beaucoup de flâneurs à la Promenade, qui était le Luxembourg de l'Université genevoise. »

Roger Martin du Gard dans L'été 1914, 7e volume des Thibault.

## Galerie de photos

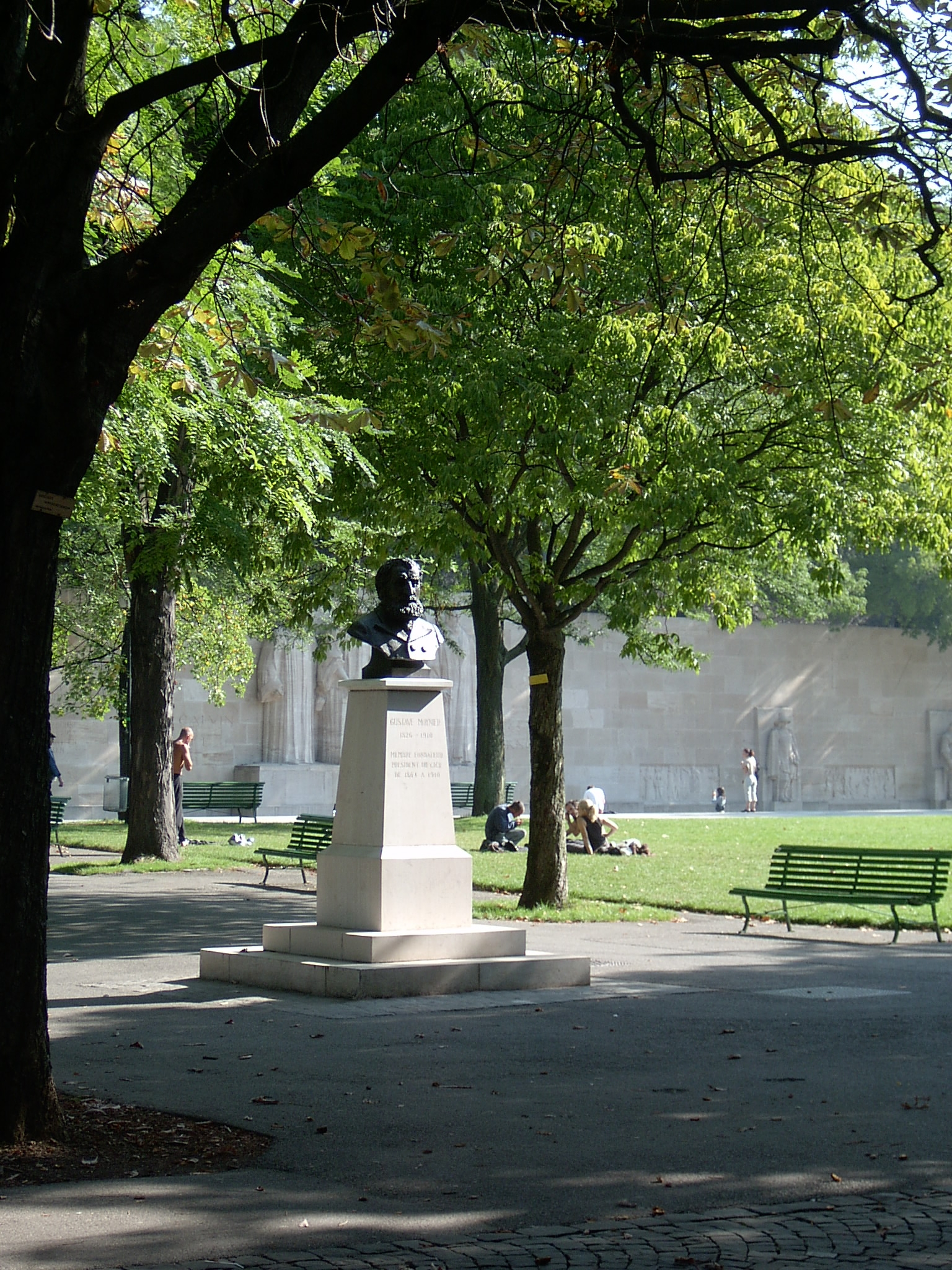
Aspect du parc, avec le monument à Gustave Moynier, du sculpteur Otto Bindschedler
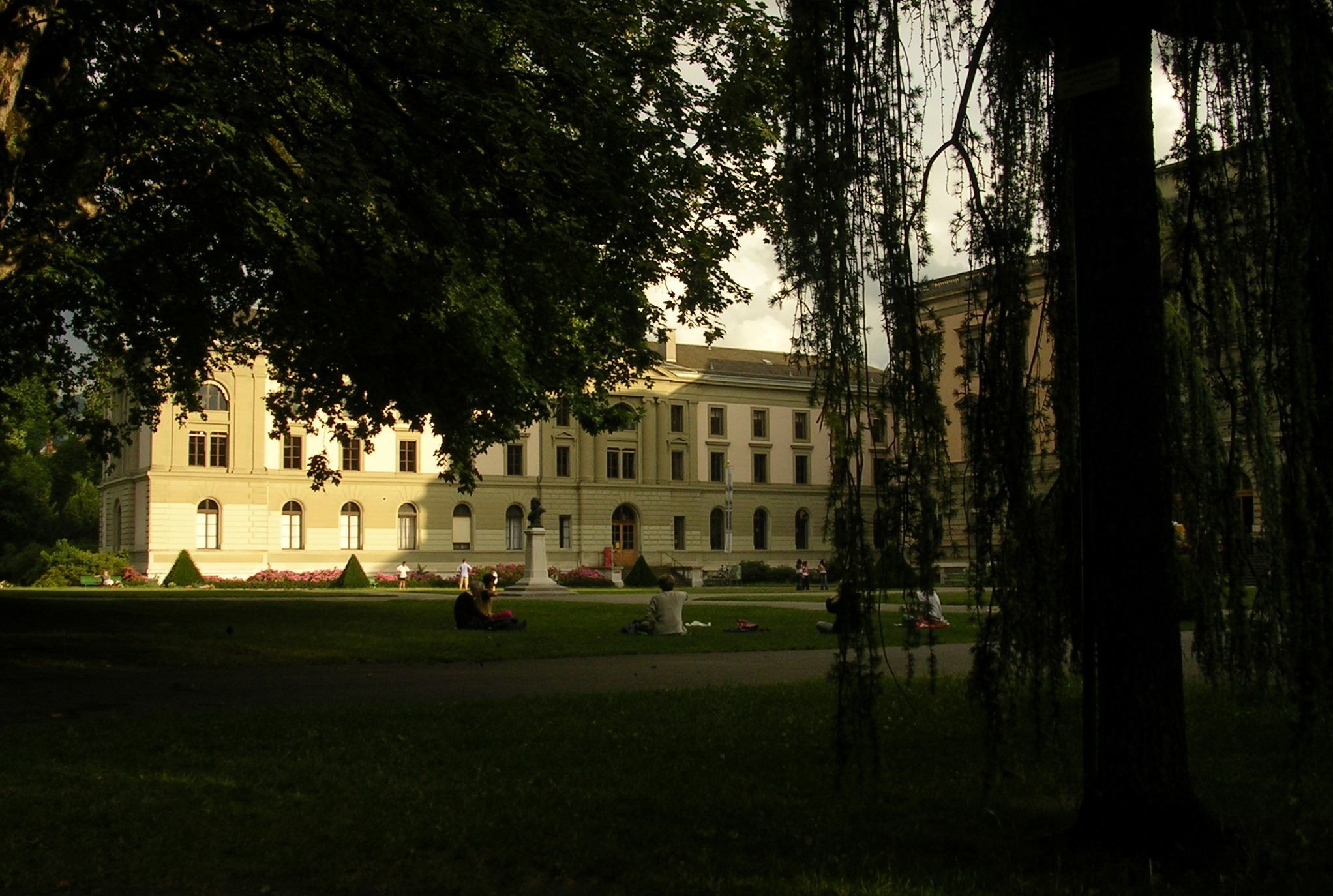
Bibliothèque de Genève depuis le parc
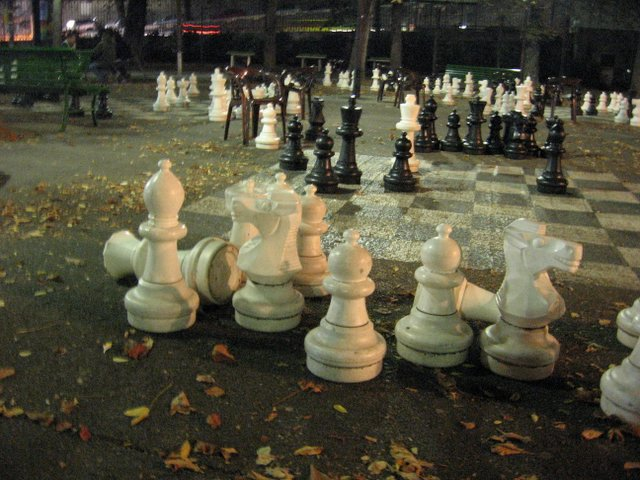
Jeux d’échecs
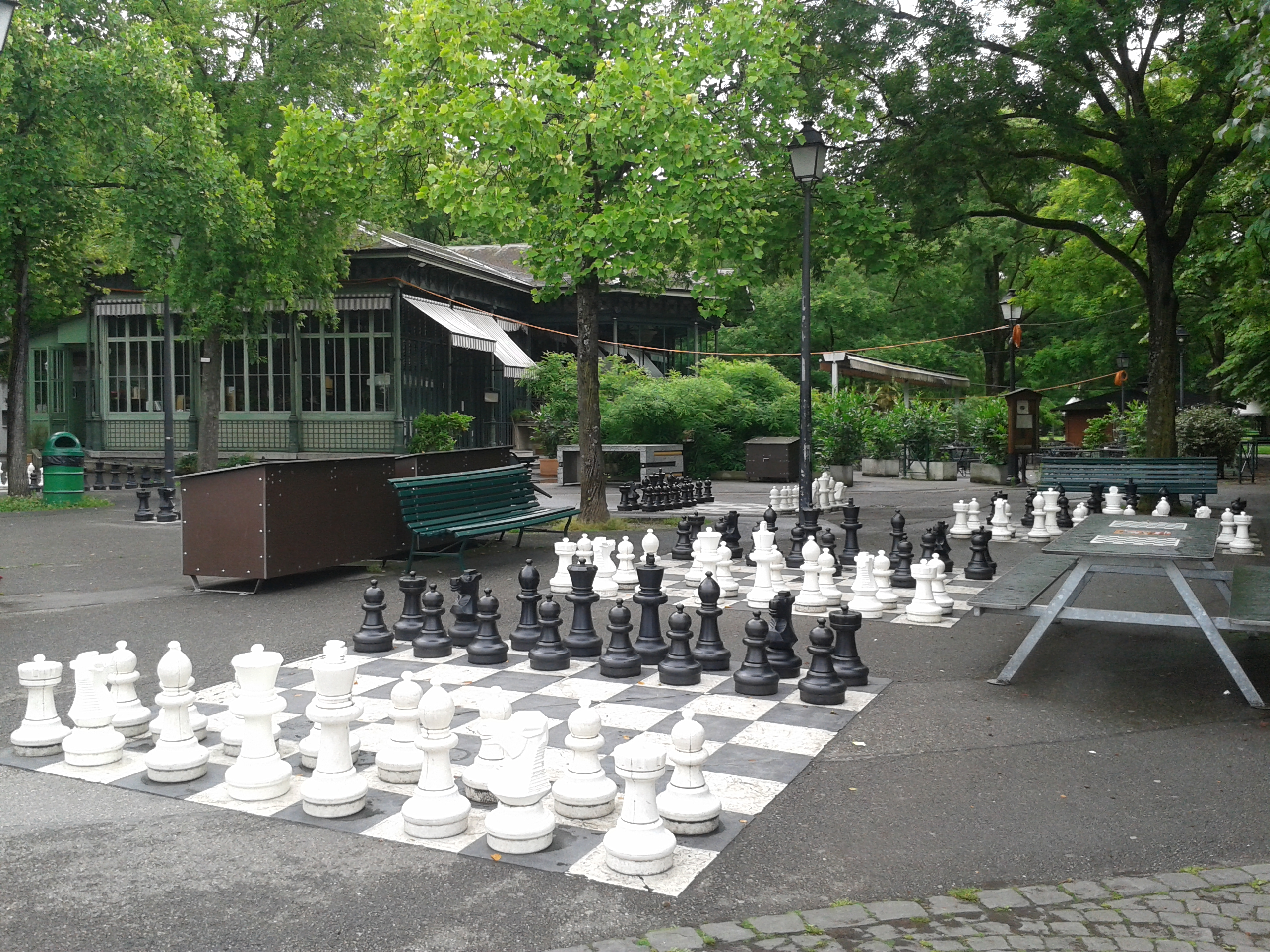
Jeux d’échecs avec, à l'arrière-plan, le restaurant du parc
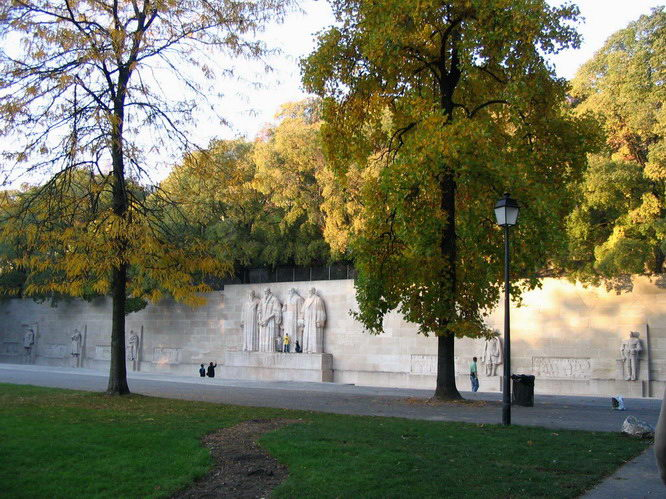
Monument international de la Réformation depuis le parc
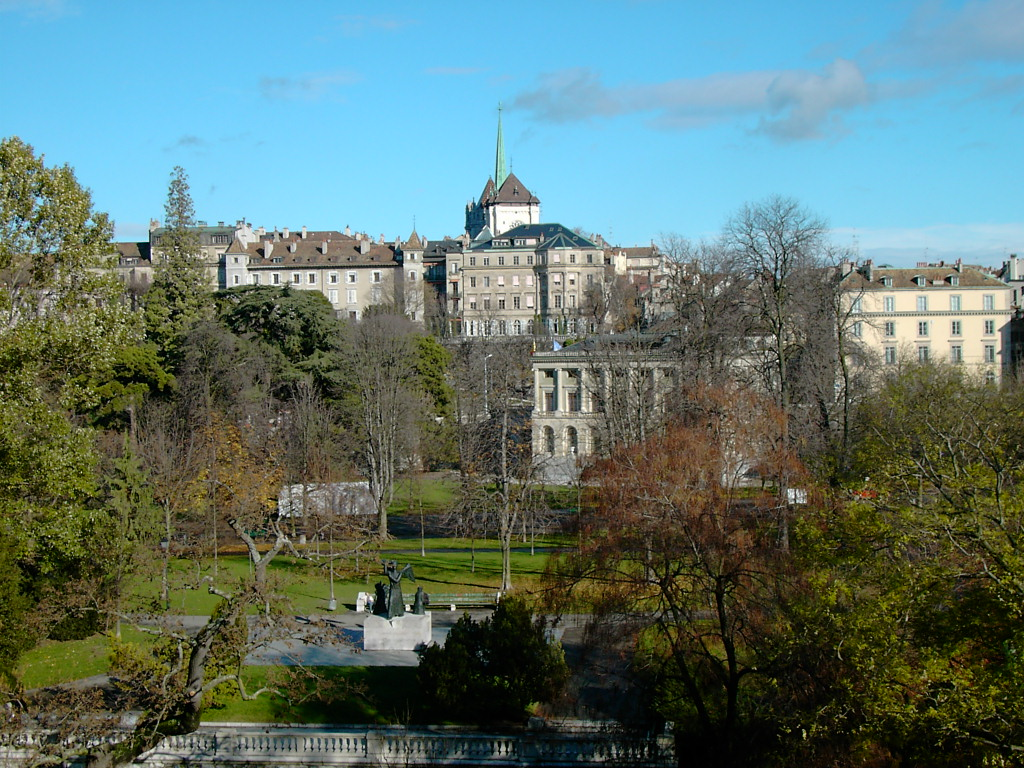
Vue sur le parc ; au fond, on distingue la cathédrale Saint-Pierre
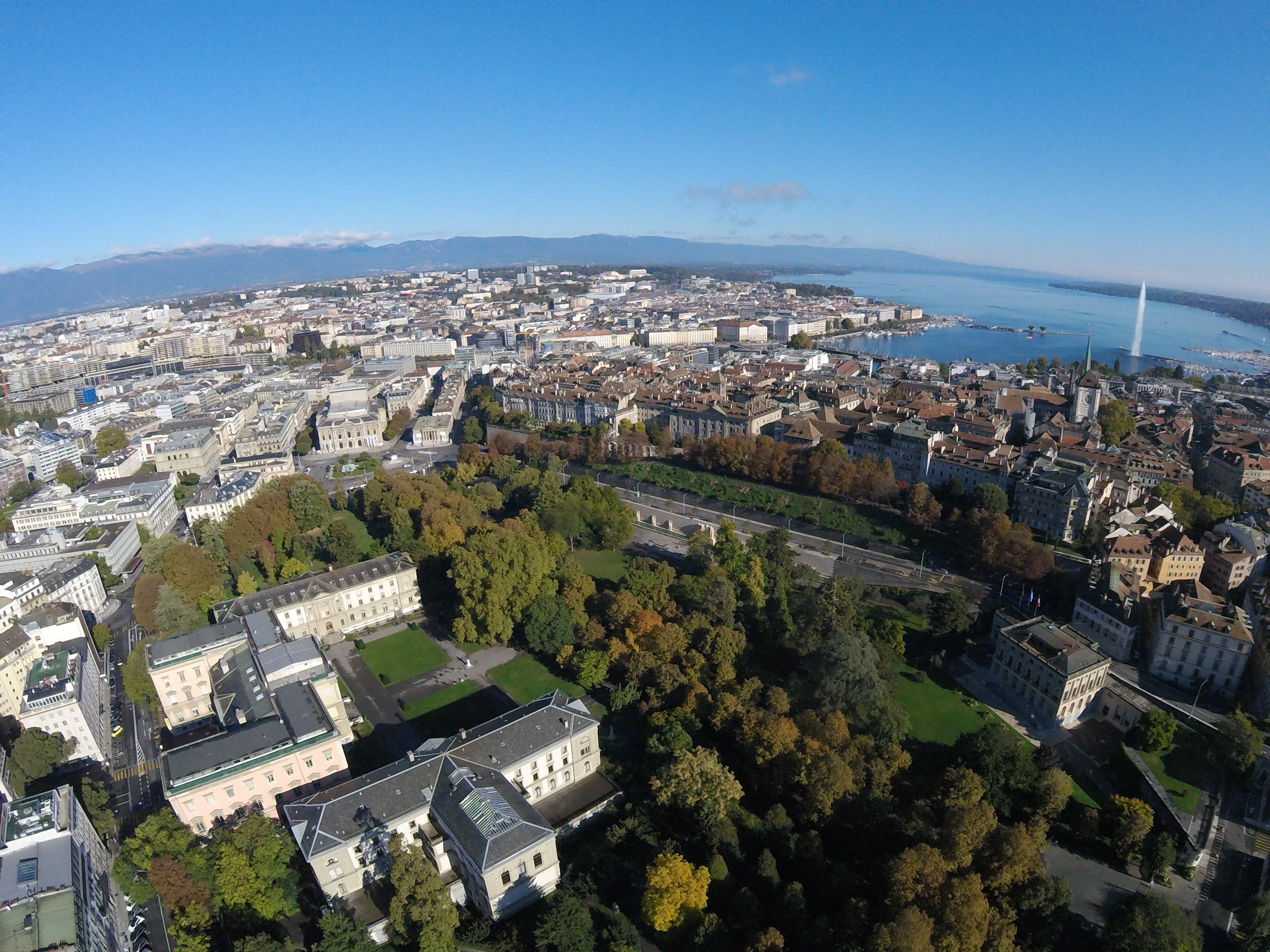
Le parc des Bastions, vue aérienne
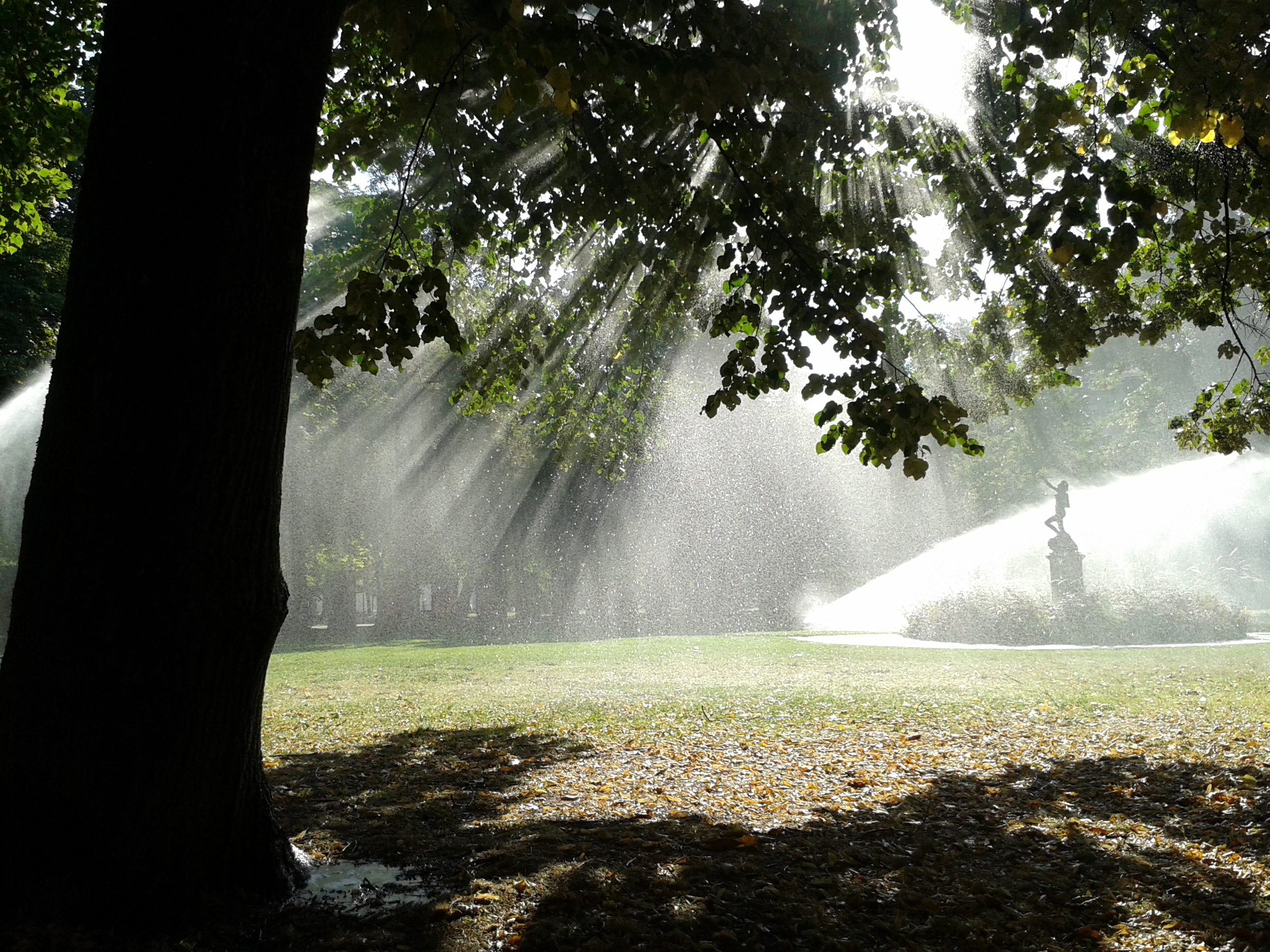
Arrosage des pelouses
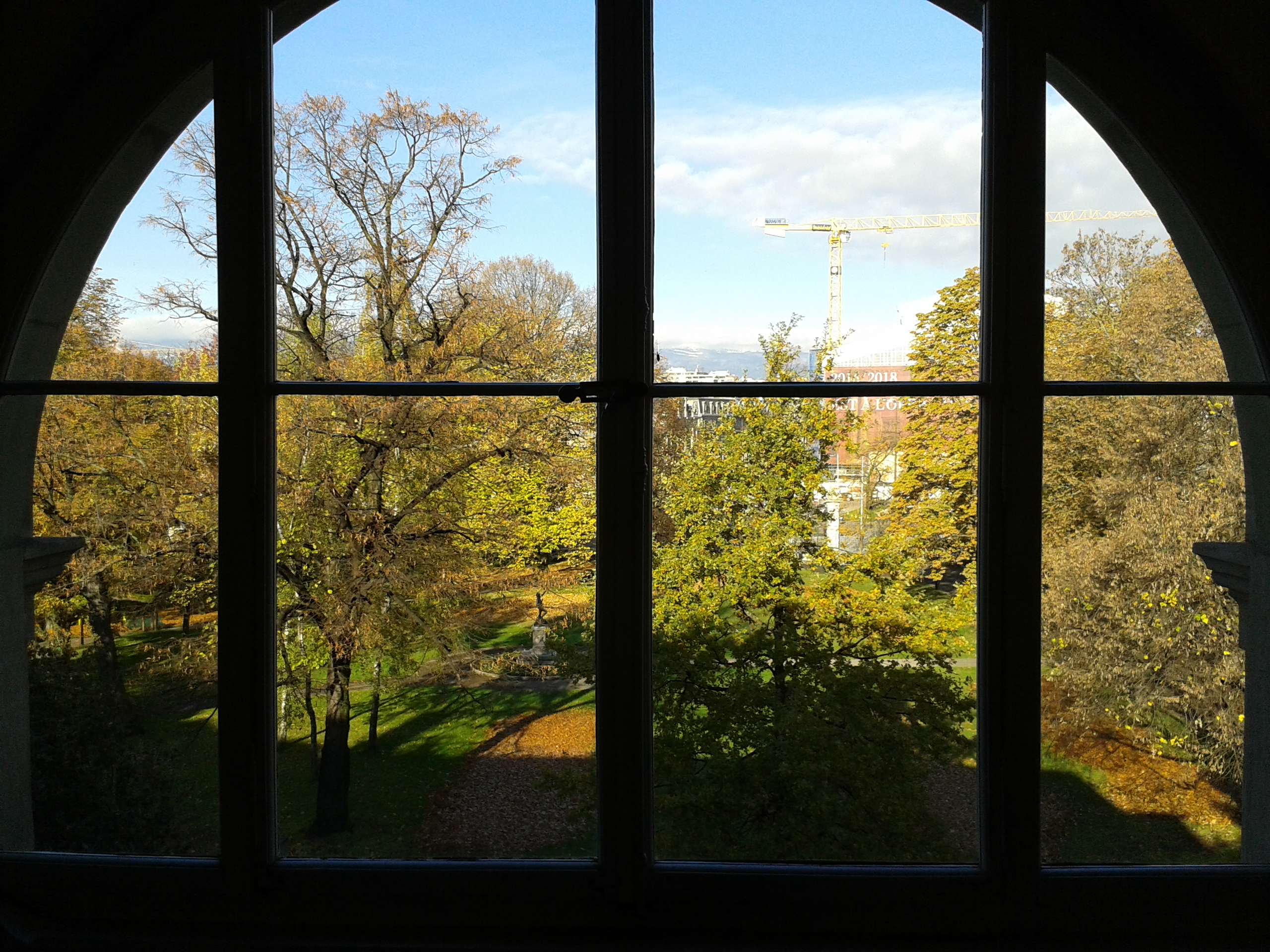
Vue sur le parc à travers une fenêtre de l'Université de Genève
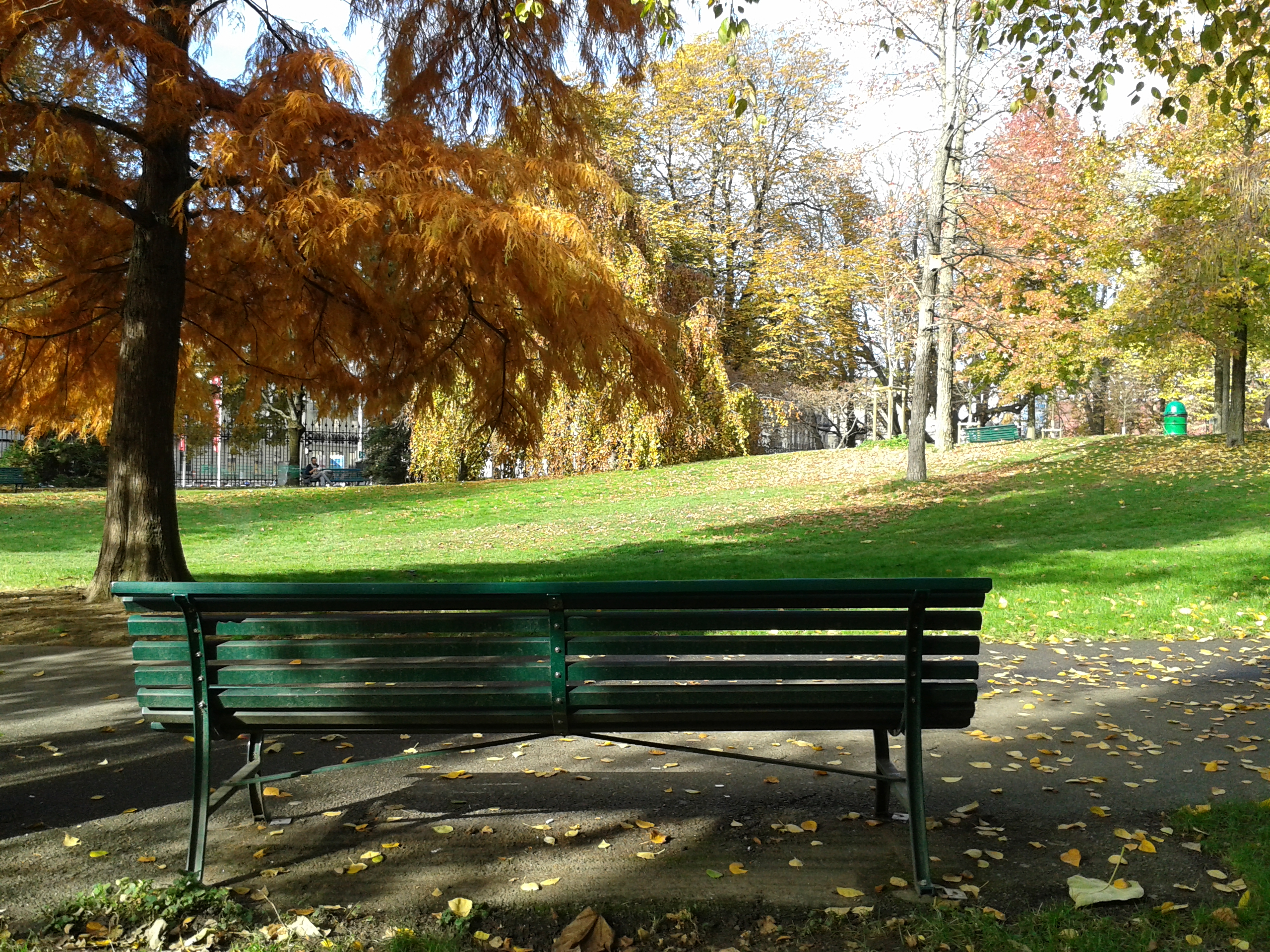
Le parc en automne